# Prospero Fagnani Boni
Prospero Fagnani Boni (Sant'Angelo in Vado, 2 luglio 1588 – Roma, 17 agosto 1678) è stato un giurista italiano.

## Biografia
Originario delle Marche, Prospero Fagnani si laureò molto giovane in teologia a Perugia, per poi ricevere, all'età di 23 anni, l'incarico da papa Gregorio XV di preparare la bolla pontificia Aeterni Patris Filius. La bolla venne pubblicata nel 1621 a proposito dell'organizzazione giuridica dell'elezione del Papa, rimasta in vigore fino al 1904. Nel 1625 fu incaricato di riformare l'amministrazione dell'Università di Perugia su richiesta di papa Urbano VIII.
Divenne cieco nel 1631, ma nonostante l'impedimento completò la sua opera Commentaria in quinque libros decretalium, nota anche come Jus canonicum. La trattazione conta cinque volumi ed espone la dottrina dello Stato Pontificio, costituendo un importante testo di riferimento sull'argomento. La prima edizione fu pubblicata nel 1661 a Roma per volere di papa Alessandro VII, mentre altre edizioni seguirono a Colonia (1676, 1681, 1686, 1704), Venezia (1697) e Besançon (1740).